# メフヤエル
メフヤエルは、旧約聖書の『創世記』に登場する人物。カインの子孫で、イラドの息子、メトシャエルの父。「メフヤエル」という名には「神を讃えるもの」という意味がある。
『口語訳聖書』(1955年)ではメホヤエル、『新共同訳聖書』(1987年)ではメフヤエルと表記される。